# Llangefni Town
Llangefni Town ist ein walisischer Fußballverein aus Llangefni, Anglesey. Der Verein spielt derzeit in der Welsh Alliance League Division One, der dritthöchsten walisischen Spielklasse.

## Geschichte
Der Llangefni Town Football Club wurde 1897 gegründet und gehörte zu den Gründungsmitgliedern der Anglesey League, welche im heutigen Ligasystem die fünfthöchste Spielklasse ist. Von der frühen Vereinsgeschichte bis zum Ende der 1990er Jahre gewann Llangfeni Town zahlreiche Meisterschaften und Pokale in unterklassigen walisischen Ligen. In der Saison 2006/07 gelang dem Klub die Meisterschaft in der Cymru Alliance, einer von zwei Ligen auf der zweithöchsten Ebene, und damit der Aufstieg in die Welsh Premier League. Beim Premier League Debüt scheiterte Llangefni Town jedoch und stieg als Tabellenletzter nach einem Jahr wieder ab. In der Saison 2009/10 wurde der Verein erneut Meister der zweiten Liga, erhielt aber keine Lizenz für die Welsh Premier League, welche zudem auf 12 Teams verkleinert wurde. Nach der Saison 2011/12 stieg der Verein als Vorletzter in die drittklassige Welsh Alliance League Division One ab, in der er mit vier Meisterschaften Rekordmeister ist.